# Georgia Tech Yellow Jackets

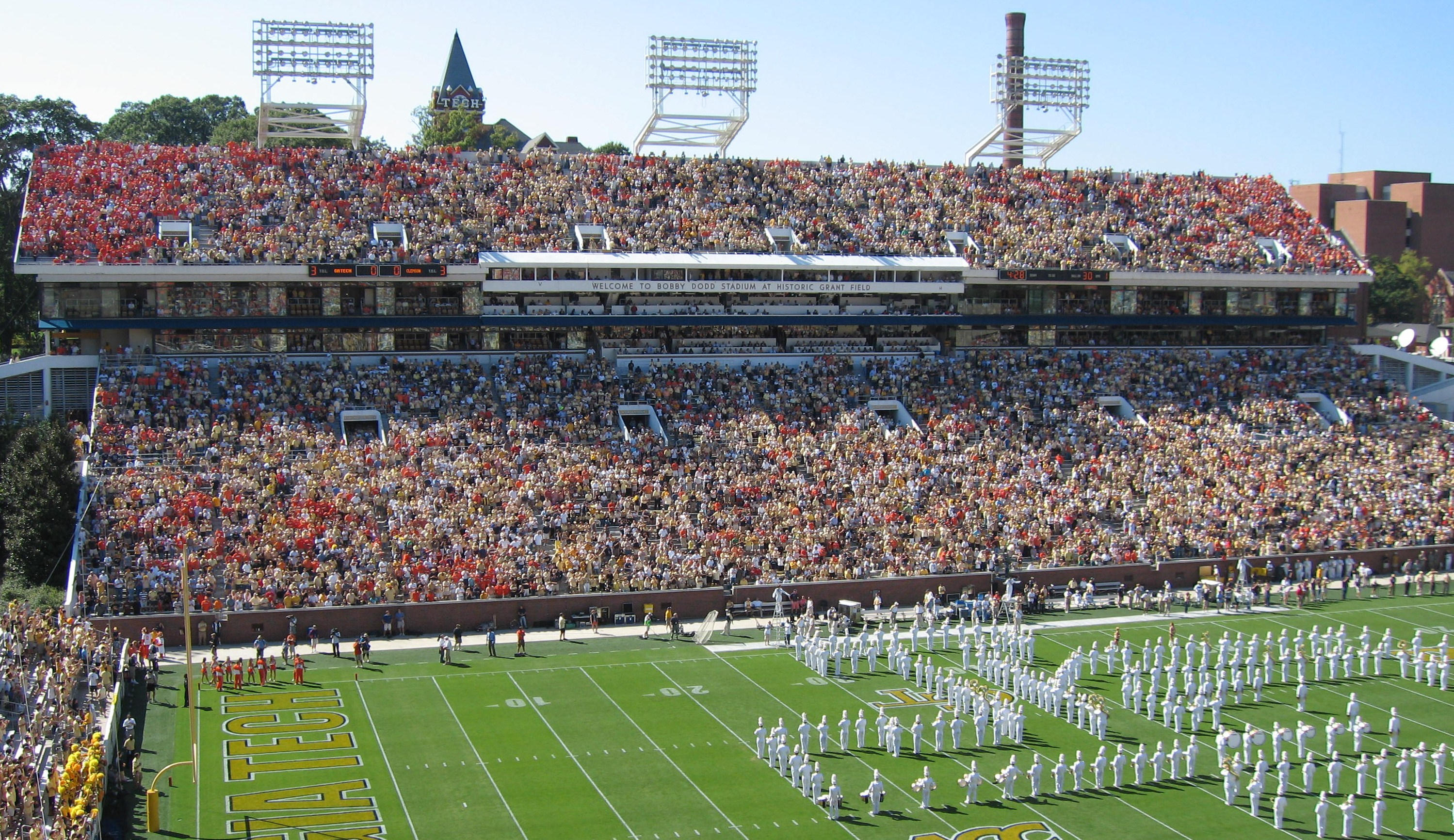
Bobby Dodd Stadium

Georgia Tech Yellow Jackets (español: Chaquetas Amarillas del Tecnológico de Georgia) es el nombre de los equipo deportivos del Instituto de Tecnología de Georgia en Atlanta, Georgia. Los equipos de los Yellow Jackets participan en las competiciones universitarias organizadas por la NCAA, y forma parte de la Atlantic Coast Conference. 
El equipo más famoso es el de fútbol americano, que ha ganado cuatro títulos nacionales (1917, 1928, 1952 y 1990). En cuanto al baloncesto, en 1990 llegaron a su primera Final Four, y en 2004 jugaron la final, perdiéndola ante UConn. Notables baloncestistas como Stephon Marbury, Kenny Anderson, Travis Best, Chris Bosh, Mark Price o John Salley han estudiado en esta universidad.

## Apodo
A los deportistas de Georgia Tech se les denomina Yellow Jackets al parecer porque los aficionados de principios del siglo XX iban al campo con camisetas y chaquetas de color amarillo. La primera referencia al nombre aparece en el año 1902. Yellowjacket se le llama también en inglés a un tipo de avispa común, por lo que es ese animal el que sirve de mascota.
Otros apodos que ha recibido la universidad son los de Ramblin' Wreck, un coche modelo Ford T que todavía se usa como mascota, y antiguamente Engineers, Blacksmiths y Golden Tornado.